# Espartinas
Espartinas és una localitat de la província de Sevilla, Andalusia, Espanya. L'any 2005 tenia 7.958 habitants. La seva extensió superficial és de 23 km² i té una densitat de 346,0 hab/km². Les seves coordenades geogràfiques són 37° 23′ N, 6° 07′ O. Està situada a una altitud de 132 metres i a 13 kilòmetres de la capital de la província, Sevilla.

## Demografia
| 1996  | 1998  | 1999  | 2000  | 2001  | 2002  | 2003  | 2004  | 2005  | 2006  |
| ----- | ----- | ----- | ----- | ----- | ----- | ----- | ----- | ----- | ----- |
| 4.160 | 4.408 | 4.749 | 5.092 | 5.566 | 5.802 | 6.546 | 7.226 | 7.958 | 9.177 |